# Zabłocko
Zabłocko – przysiółek wsi Węgry w Polsce, położony w województwie wielkopolskim, w powiecie ostrowskim, w gminie Nowe Skalmierzyce, w sołectwie Węgry, w Kaliskiem, ok. 3 km od Nowych Skalmierzyc.

## Historia
Pod koniec XIX wieku Zabłocko było wsią położoną w powiecie odolanowskim z urzędem stanu cywilnego w Podkocach. Wieś zajmowała obszar 60 ha i liczyła 28 mieszkańców.